# Brillenente

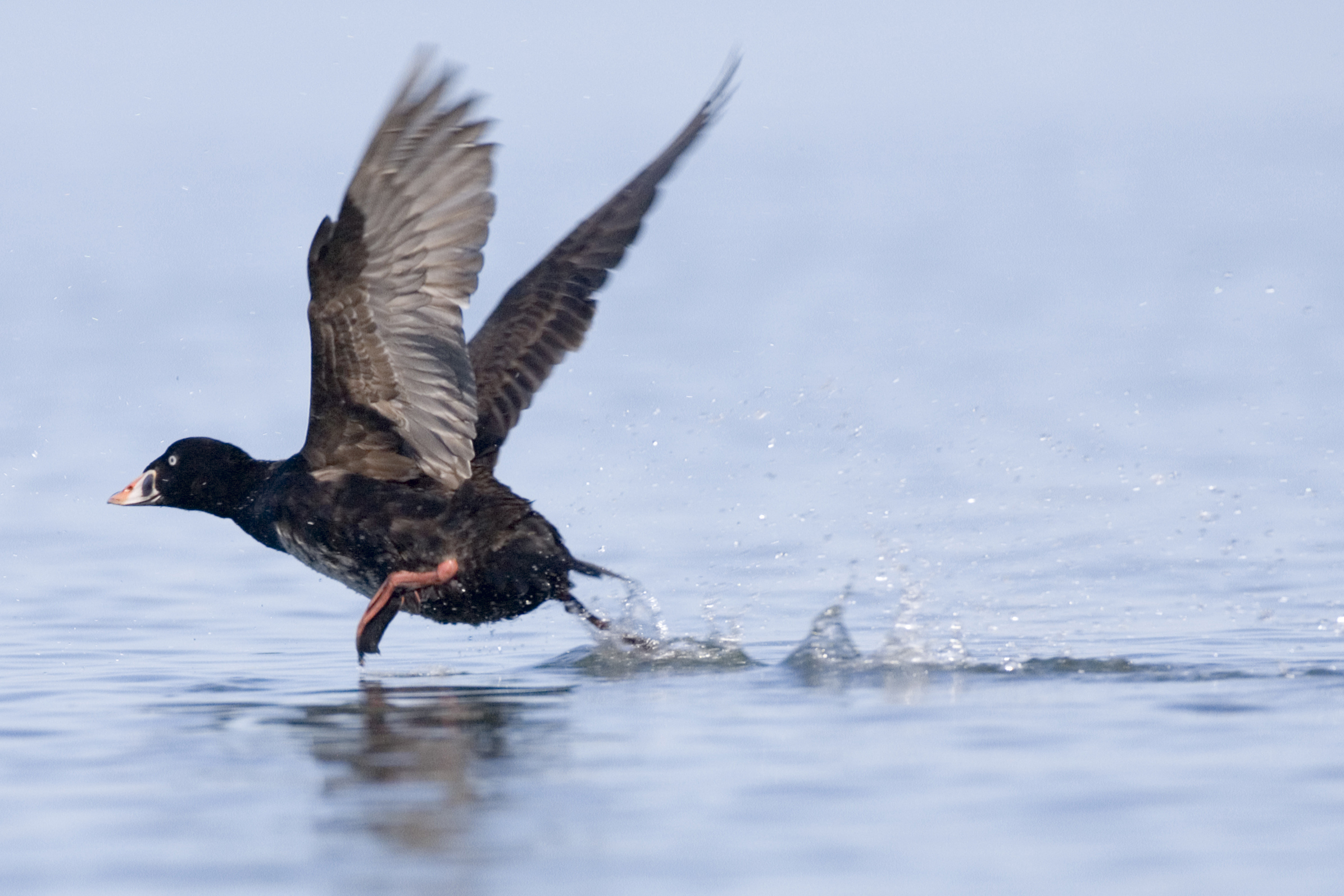
Brillenente an der kalifornischen Küste

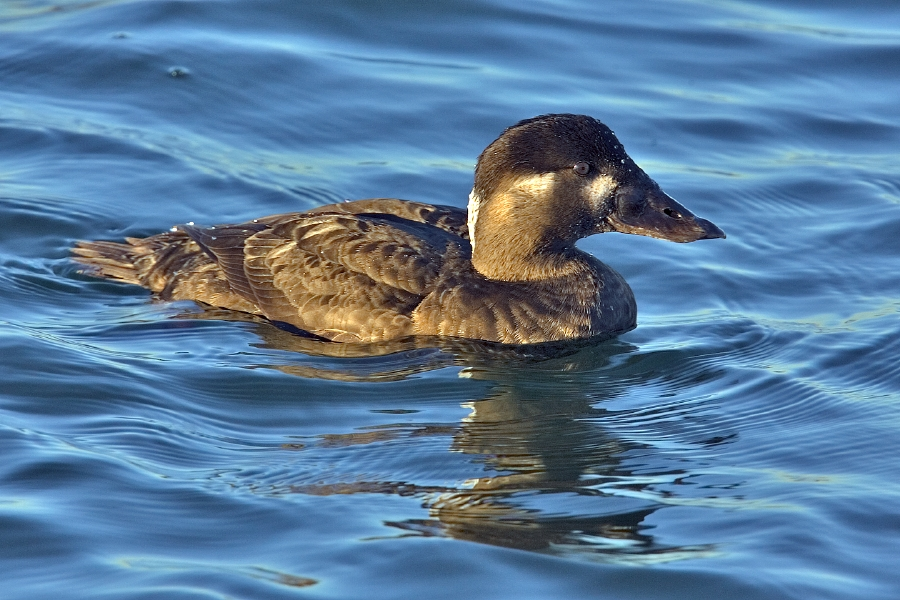
Weibchen der Brillenente

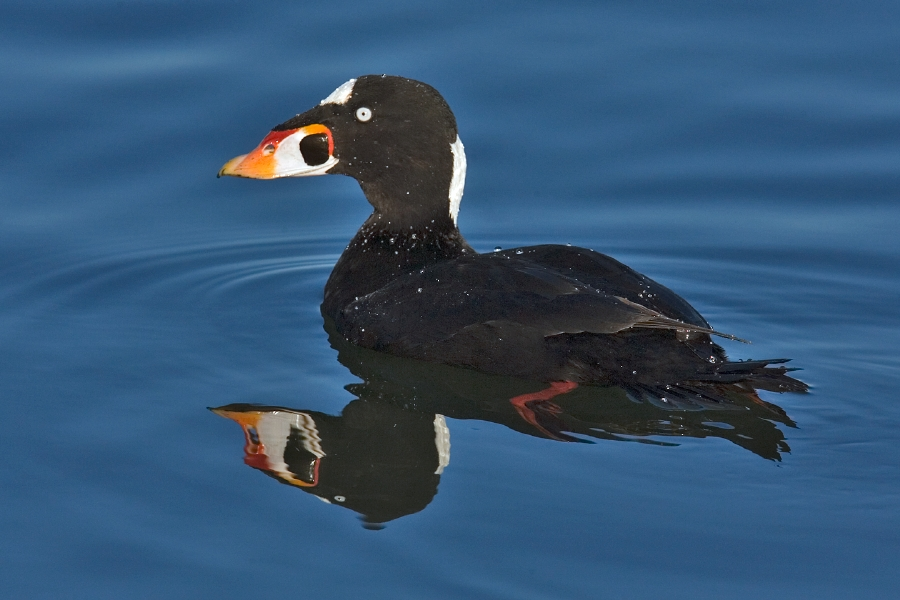
Männchen mit charakteristischem Kopfprofil

Die Brillenente (Melanitta perspicillata) ist eine in Nordamerika beheimatete monotypische Meerente. Bislang fehlen Nachweise, dass sie auch in der Paläarktis brütet. Sie überwintert jedoch gelegentlich an den nördlichen Küsten Europas. Seit 1980 werden im Winter in Nordgroßbritannien und Irland etwa 30 Individuen beobachtet. Auch in Frankreich, Dänemark, Norwegen und Finnland sind Brillenenten gelegentlich zu sehen.

## Äußerliche Merkmale
Die Brillenente wird 46 bis 55 cm lang, 800 bis 1200 g schwer und hat eine Flügelspannweite von 90 cm. Sie hat ein schwarzes Federkleid, lediglich die Männchen sind am Kopf durch zwei weiße Flecken und einen schwarz-weiß-roten Schnabel auffällig gezeichnet. Bei den Männchen ist das Gefieder insgesamt etwas weniger glänzend als dies bei der zur selben Gattung gehörenden Trauerente der Fall ist. Die Füße der Männchen sind rot, die Augen weiß umrandet. Ähnlich wie die Plüschkopfente hat auch die Brillenente einen Schnabelschild und das Kopfprofil ist keilförmig. Im Ruhekleid ist beim Männchen die Schnabelfärbung weniger kontrastreich. Das Körpergefieder ist ruß-schwarz. Der weiße Nackenfleck ist noch vorhanden, die weißen Flecken am Kopf dagegen nicht.
Das Weibchen ist bis auf zwei hellere Stellen je Kopfseite ganz schwärzlich-braun. Der Körper ist dabei etwas dunkler befiedert als Kopf und Hals. Der Schnabel ist dunkelgrau. Die Beine und Füße sind gelborange. Die Iris ist weiß. Im Ruhekleid ist das Gefieder eher einheitlich schwarzbraun. Jungvögel weisen das gleiche Federkleid wie die Weibchen auf.
Im Flug gleicht die Brillenente der Trauerente, obwohl Brillenenten etwas größer sind. Das Weibchen der Brillenente kann auf dem Wasser schwimmend außerdem mit dem Weibchen der Eiderente verwechselt werden. Verglichen zur Samtente ist die Brillenente ebenfalls etwas größer und es fehlen bei den Männchen die weißen Abschnitte auf den Flügeln, wie es für Samtenten charakteristisch ist. Brillenenten ziehen häufig in großen Schwärmen. Über offener See ist die Flughöhe sehr niedrig. Über Land dagegen fliegen sie deutlich höher und fallen durch ihren abrupten Richtungswechsel auf.
Brillenenten sind normalerweise sehr leise Vögel. Brütende Männchen lassen ein leises Pfeifen hören sowie scharfe puk-puk-Rufe. Das Weibchen ruft während der Balz guttural krraak-krraak. Die Jungvögel werden mit einem scharfen craah von ihm vor Gefahren gewarnt.

## Verbreitung
Das Brutgebiet der Brillenente reicht von Zentralalaska ausgehend in Richtung Norden bis an die Ufer des Mackenzie. In östlicher Richtung reicht es bis zur Hudsonbay und Zentrallabrador. Im Landesinneren von Nordamerika überlappt sich das Brutgebiet der Brillenente mit dem der Samtente. Allerdings sind Brillenenten etwa 10-mal häufiger als Samtenten. Das Verbreitungsgebiet ist disjunkt, es werden aber keine Unterarten für diese Entenart beschrieben.
Im Winterhalbjahr halten sich Brillenenten sowohl an den Küsten des Pazifiks als auch des Atlantiks auf und sind in dieser Zeit ebenfalls an den Großen Seen zu beobachten. In ihrem östlichen Verbreitungsgebiet überwintert sie bis nach Baja California. Für die pazifische Population sind Kalifornien und Baja California sogar die wichtigsten Überwinterungsgebiete. Die Brillenente kommt regelmäßig im Winter in Schottland und in Norwegen (Trondheimsfjord) vor.

## Lebensraum
Die Brillenente ist ein Brutvogel an seichten Seen kleiner bis mittlerer Größe in offenen borealen Nadelwäldern. Sie bevorzugt dabei Gebiete mit hohem Grundwasserstand. Während der Überwinterungszeit hält sie sich im Küstengewässer auf. Dabei entfernt sie sich in der Regel nicht mehr als einen Kilometer vom Land und hält sich überwiegend in Gewässern mit einer Tiefe unter 10 Metern auf. Sie nutzt häufig Küsten mit einer starken Brandung.

## Nahrung
Die Brillenente ernährt sich von Weichtieren, Muscheln, Krebsen, Insekten und Wasserpflanzen. Während der Brutzeit handelt es sich dabei um Süßwasserarten. Im Winterhalbjahr und während der Mauserzeit hält sie sich auch im Küstengewässer auf und frisst dort vor allem Muscheln. Fressende Schwärme tauchen häufig synchron.

## Fortpflanzung
Brutpaare bilden sich bereits während der Überwinterungsphase und die Balz zieht sich bis zur Ankunft in den Brutgebieten fort. Es handelt sich um eine Gruppenbalz, bei der kleine Gruppen von Männchen die Nähe von einem oder mehreren Weibchen suchen. Die Weibchen zeigen sich dabei aggressiv gegenüber unerwünschten Männchen. Die Kopulation findet im Wasser stand; die Paare sondern sich dabei von den anderen Brillenenten ab. Die Brutpaare verstreuen sich weit über das Brutgebiet. Meist hält sich an einem Gewässer nur ein Brutpaar auf. Die Eiablage erfolgt in den letzten Wochen des Mais, meist gerade eine Woche nach Ankunft in den Brutgebieten. Die Eier sind cremefarben und wiegen etwa 62 Gramm. Ein Gelege besteht aus durchschnittlich 7,6 Eiern. Es brütet nur das Weibchen. Die Paarbindung des Männchens lässt in den ersten Bruttagen stark nach. Sie verlassen in der Regel das brütende Weibchen in dieser Zeit.
Das Nest befindet sich in Gewässernähe, aber meist einige Meter vom Ufer entfernt. Es liegt gut versteckt im Unterholz und befindet sich häufig unter überhängenden Ästen von Nadelbäumen. Die Schlupfzeit der Dunenküken fällt in die letzten Juni- bis ersten Augustwochen. Der Höhepunkt des Schlupfs ist in der Regel die zweite Juliwoche. Die Dunenküken sind Nestflüchter und verlassen, geführt von dem weiblichen Altvogel, meist binnen 24 Stunden das Nest. Sie können sich selbstständig ernähren, indem sie in flachem Wasser nach Nahrung tauchen. Die Jungvögel bleiben bis zu ihrem Flüggewerden im Familienverband. Die Aggressivität des weiblichen Altvogels gegenüber artgleichen Jungvögeln ist ein Grund dafür, dass es nicht zur Vermischung der verschiedenen Jungentenscharen kommt.

## Bestand
Für diese im hohen Norden brütende Entenart sind nur unzureichende Bestandszahlen vorhanden. Die IUCN schätzt die Zahl der geschlechtsreifen Individuen dieser Art auf 250.000 bis 1,3 Millionen. Sie stuft die Art als „nicht gefährdet“ (least concern) ein, da das Verbreitungsgebiet sehr groß ist. Insgesamt wird insbesondere in Nordamerika ein abnehmender Bestandstrend festgestellt, allerdings wurden wegen der nearktischen Verbreitung dieser Art nur fünfzig Prozent des nordamerikanischen Verbreitungsgebietes untersucht.

## Brillenente und Mensch
Die Brillenente wird sowohl in Nordkanada als auch in Alaska von der indigenen Bevölkerung bejagt (Subsistenzjagd). Dies ist sowohl in Kanada als auch in den Vereinigten Staaten erlaubt. Da zunehmend mehr Entenarten vor dieser Jagdform durch Verbote geschützt werden, nimmt der Jagddruck auf diese Art zu.
Im November 2007 tötete ein Ölunfall in der Bucht von San Francisco tausende von Brillenenten. Etwa 40 Prozent der pazifischen Population waren davon beeinträchtigt. Nach Aussagen von Wissenschaftlern führte dieser Ölunfall nicht zu einer kritischen Bestandsgefährdung bei dieser Art. Er habe jedoch Auswirkung auf die Population insgesamt, da überwiegend gesunde, ausgewachsene Vögel betroffen waren, die zur Brutpopulation gerechnet werden müssen.

## Belege